# Bembidion antiquum
Bembidion antiquum es una especie de escarabajo del género Bembidion, familia Carabidae. Fue descrita científicamente por Dejean en 1831.
Habita en América del Norte.